# Bisnowat R-4

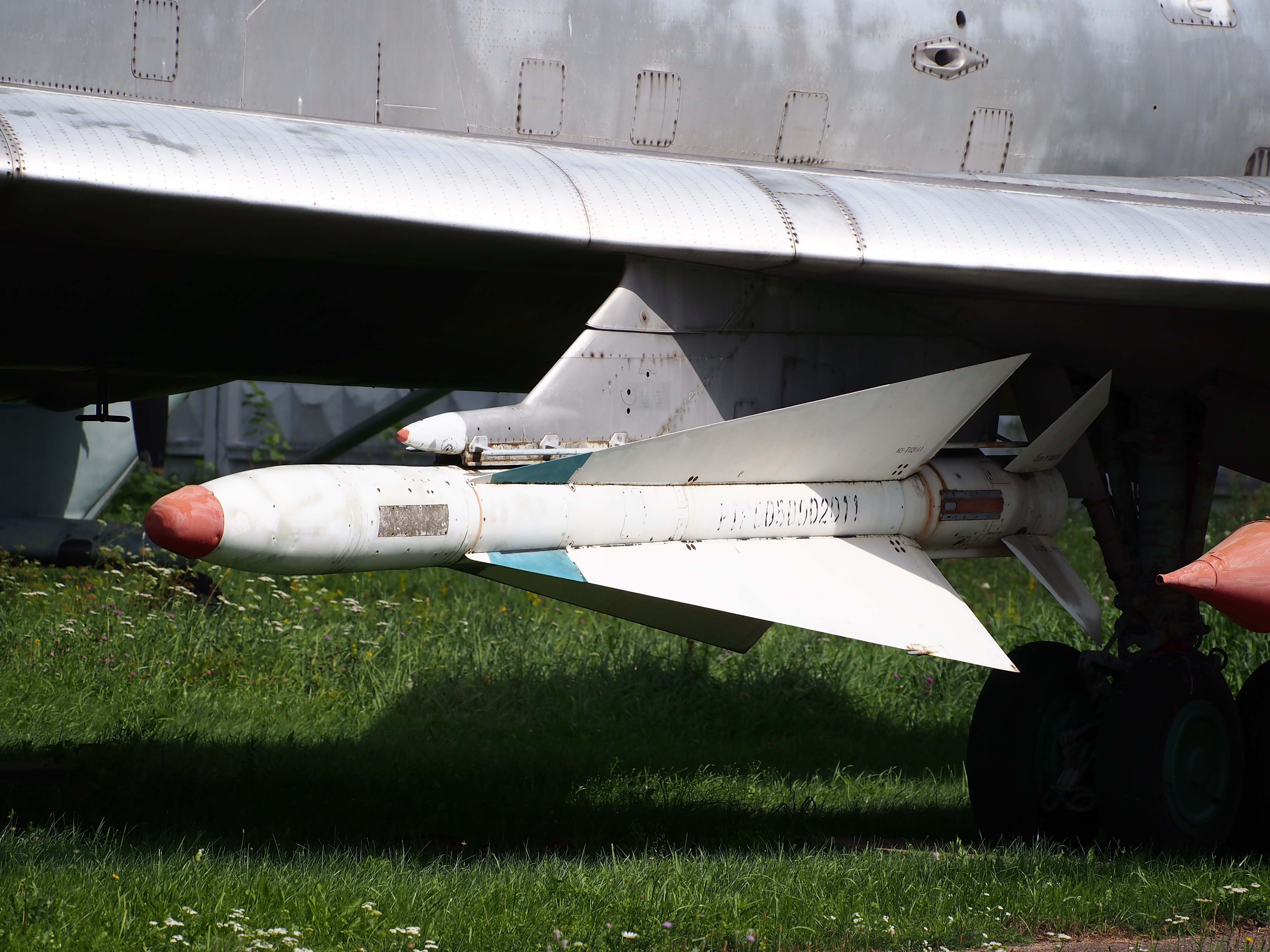
Tu-128 im Museum Monino, Russland, mit vier R-4. Innen sind R-4T und außen R-4R.

Bisnowat R-4 (russisch Бисноват Р-4) ist die Bezeichnung für die sowjetische Luft-Luft-Rakete mit der NATO-Bezeichnung AA-5 „Ash“. Andere sowjetische Bezeichnungen sind K-80 oder R-80, der Name des Experimental-Konstruktionsbüros Bisnowat wurde später in „Molnija“ (russisch молния, „Blitz“) geändert.

## Geschichte und Einsatz
Die Entwicklung der Rakete begann 1959 und führte zur Einsatzreife im Jahr 1963. Hauptsächlicher und ursprünglich konzipierter Zweck war der Einsatz auf dem schweren Abfangjäger Tupolew Tu-128 (NATO-Codename „Fiddler“), der vier dieser Flugkörper tragen konnte und für Langstreckenpatrouillen eingesetzt wurde. Einsätze von MiG-21 und MiG-25 aus fanden nur zu Probezwecken statt.

## Varianten
Es wurden zwei Basisversionen gebaut, die R-4R mit halbaktiver Radarlenkung und die R-4T mit Infrarotlenkung. Gedachte Ziele waren besonders hoch fliegende Bomber, da die Rakete Ziele in Höhen von 8 bis 21 km treffen konnten. 1973 wurden die neueren Varianten R-4MT und R-4MR eingeführt, die auch tiefer fliegende Ziele (bis ca. 500 m Flughöhe) bekämpfen konnten. Mit Außerdienststellung der Tu-128 verschwand gegen Ende des Kalten Krieges auch die R-4 von der Bildfläche.
- Bisnowat R-4R (K-80 bzw. AA-5 „Ash“) halbaktiv radargesteuerter Kurzstrecken Luft-Luft-Lenkflugkörper
- Bisnowat R-4T (K-80 bzw. AA-5 „Ash“) infrarotgesteuerter Kurzstrecken Luft-Luft-Lenkflugkörper
- Bisnowat R-4MR (K-80 bzw. AA-5 „Ash“) halbaktiv radargesteuerter Kurzstrecken Luft-Luft-Lenkflugkörper
- Bisnowat R-4MT (K-80 bzw. AA-5 „Ash“) infrarotgesteuerter Kurzstrecken Luft-Luft-Lenkflugkörper

## Technische Daten
| Kenngröße             | Daten                              |
| --------------------- | ---------------------------------- |
| Hersteller            | Molnija (früher Bisnowat)          |
| Länge                 | 5,2 m (R-4T) bzw. 5,45 m (R-4R)    |
| Spannweite            | 1,3 m                              |
| Durchmesser           | 0,31 m                             |
| Startmasse            | 480 kg (R-4T) bzw. 492,5 kg (R-4R) |
| Höchstgeschwindigkeit | 1710 km/h                          |
| Reichweite            | 15 km (R-4T) bzw. 30 km (R-4R)     |
| Sprengkopf            | 53 kg Brisanzsprengstoff           |